# Погачар, Тадей
Таде́й Пога́чар (словен. Tadej Pogačar; род. 21 сентября 1998, Любляна) — словенский профессиональный шоссейный велогонщик. Четырёхкратный победитель Тур де Франс (2020, 2021, 2024 и 2025), победитель Джиро д’Италия (2024), бронзовый призёр Олимпийских игр 2020 года в групповой гонке. 
C 2019 года выступает за команду Мирового тура «UAE Team Emirates».
В 2023 году стал самым высокооплачиваемым профессиональным велогонщиком в мире.
В 2024 году выиграв Джиро д’Италия, Тур де Франс и чемпионат мира в групповой гонке стал третьим обладателем достижения Тройной короны велоспорта.

## Личная жизнь
Семья Тадея Погачара: отец — Мирко; мать — Марьета; старший брат — Тилен (Tilen), занимался велоспортом в клубе «Rog Ljubljana». Девушка — Уршка Жигарт (Urška Žigart), профессиональная велосипедистка из Словении.

## Достижения

### Статистика выступления наГранд-турах
| Гонка / Год     | 2019 | 2020 | 2021 | 2022 | 2023 | 2024 | 2025 |
| --------------- | ---- | ---- | ---- | ---- | ---- | ---- | ---- |
| Джиро д’Италия  | —    | —    | —    | —    | —    | 1    | —    |
| Тур де Франс    | —    | 1    | 1    | 2    | 2    | 1    | 1    |
| Вуэльта Испании | 3    | —    | —    | —    | —    | —    |      |

## Рейтинги
| Год                 | 2017  | 2018  | 2019 | 2020 | 2021 | 2022 | 2023 | 2024 |
| ------------------- | ----- | ----- | ---- | ---- | ---- | ---- | ---- | ---- |
| Мировой рейтинг UCI | 464-й | 112-й | 15-й | 2-й  | 1-й  | 1-й  | 1-й  | 1-й  |
| Европейский тур UCI | 258-й | 28-й  | 14-й | 2-й  | 1-й  | 1-й  | 1-й  | 1-й  |
| Азиатский тур UCI   | -     | 270-й |      |      |      |      |      |      |
|                     |       |       |      |      |      |      |      |      |
| Источник: UCI       |       |       |      |      |      |      |      |      |